# Inacap
La Corporación Inacap (Instituto Nacional de Capacitación Profesional de Chile) es una institución superior técnica profesional chilena, creada por iniciativa estatal histórica de la República de Chile, conforme a Decreto Supremo, el 21 de octubre de 1966, dúo organizada como Instituto Profesional y Centro de Formación Técnica, es constituida como una red interregional de corporaciones privadas, propias e interdependientes, integradas como una institutora nacional, autónoma, altruista y asociada a la Confederación de la Producción y del Comercio de Chile (CPC).
La casa de estudios se despliega con amplia presencia territorial (28 sedes) en las 16 regiones de Chile continental, impartiendo una oferta académica de ciencias aplicadas con trayectorias de pregrado y educación continua de alta especialización industrial para el país.
Actualmente se encuentra acreditado por la Comisión Nacional de Acreditación (CNA-Chile) por un período de 7 años (de un máximo de 7), desde septiembre de 2023 hasta septiembre de 2030.
Suscribe al Sistema de Acceso a la educación superior chilena (Vía de admisión descentralizada - sumativa) e integra el Consejo de Rectores (Vertebral). Además del acuerdo de Articulación con el Mineduc.
Su participación en el subsistema universitario a través de la Universidad Tecnológica de Chile Inacap, tiene su cierre programado para 2030.

## Historia

### Inicios
INACAP fue creado de forma histórica por el Estado de Chile, fundado inicialmente como Instituto Nacional de Capacitación Popular el 21 de octubre de 1966, durante el gobierno del Presidente Eduardo Frei Montalva (1964-1970), como iniciativa filial de la Corporación de Fomento de la Producción (Corfo) y el Servicio de Cooperación Técnica (Sercotec), para entregar educación técnica por medio de centros de capacitación, los cuales entre 1967 y 1973 fueron llevados a cabo por medio de cooperación de los gobiernos de Francia, Dinamarca, Inglaterra, Italia, Bélgica y Suiza. 
A partir de 1971, la gobernanza de la institución era ejercida por un Consejo Superior, conformado por 1 representante del Presidente de la República (Presidente del Consejo), 5 representantes del Estado, 1 representante del sector laboral (CUT) y 5 representantes de los académicos y trabajadores. El Rector era elegido por la Corfo, a propuesta del Consejo.

### Dictadura Militar
En 1976, la institución se constituyó como Organismo Técnico de Ejecución para la capacitación laboral.
En octubre de 1981, en el contexto de la Reforma universitaria de 1981, introducida en Chile durante la Dictadura Militar, se concretó la privatización de la institución; además esta reforma del sistema educacional chileno estableció tres tipos de instituciones de educación superior: universidad, instituto profesional y centro de formación técnica. Debido a esto, INACAP obtuvo la calidad de instituto profesional y centro de formación técnica.
En enero de 1989, su consejo directivo pasó a ser integrado por representantes de la Confederación de la Producción y del Comercio, que se encargó de la administración de INACAP, junto con la Corporación Nacional Privada de Desarrollo Social (de la CPC) y SERCOTEC. 

### Retorno a la Democracia
En 1995 se logró la autonomía del Instituto Profesional y en 1997, la del Centro de Formación Técnica.
En 2001 INACAP obtuvo la certificación ISO 9001-200 para capacitación. El mismo año comienza a implementar su Proyecto de Renovación de Infraestructura, ampliando y construyendo nuevos edificios para las Sedes y la Casa Central a lo largo del país. Más tarde, en 2004, el Instituto Profesional es acreditado por seis años (2004-2010). Posteriormente, renovó su acreditación en 2010 y 2016, en ambas ocasiones por 6 años.
En 2006, la Corporación INACAP se integra al quehacer universitario, a través de la Universidad Tecnológica de Chile INACAP.

## Gobernanza
Su gobernanza está controlada por un Consejo Directivo, de 7 representantes: 5 de la Corporación Nacional Privada de Desarrollo Social (CNPDS) dependiente de la CPC, 1 de la Confederación de la Producción y del Comercio (CPC), y 1 del Servicio de Cooperación Técnica (Sercotec).
Los últimos presidentes han sido los siguientes:
- Alberto Salas Muñoz
- Lorenzo Constans Gorri

Los últimos rectores han sido los siguientes:
- Lucas Palacios Covarrubias
- Luis Eduardo Prieto Fernández de Castro
- Gonzalo Vargas Otte

## Pregrados y Postítulos

### Direcciones sectoriales y Áreas Académicas
La institución cuenta con cuatro direcciones sectoriales y 14 áreas académicas:
Dirección Sectorial de Mantenimiento y Logística
-         Área Logística
-         Área Mecánica
-         Área Minería

Dirección Sectorial de Energía y Sustentabilidad
-         Área Eficiencia Energética
-         Área Construcción
-         Área Agroindustrial y Medioambiente

Dirección Sectorial de Administración y Servicios
-         Área Humanidades
-         Área Salud
-         Área Administración
-         Área Diseño
-         Área Hotelería, Turismo y Gastronomía

Dirección Sectorial de Tecnología Aplicada
-         Área Electricidad, Electrónica y Telecomunicaciones
-         Área Automatización y Robótica
-         Área Tecnologías de la Información y Ciberseguridad

### Educación Continua
En estos momentos, INACAP imparte cursos y diplomados, tanto en los formatos en línea y presencial en doce áreas del conocimiento, realizando además programas especiales para empresas con necesidades particulares de desarrollo de su capital humano.

## Sedes

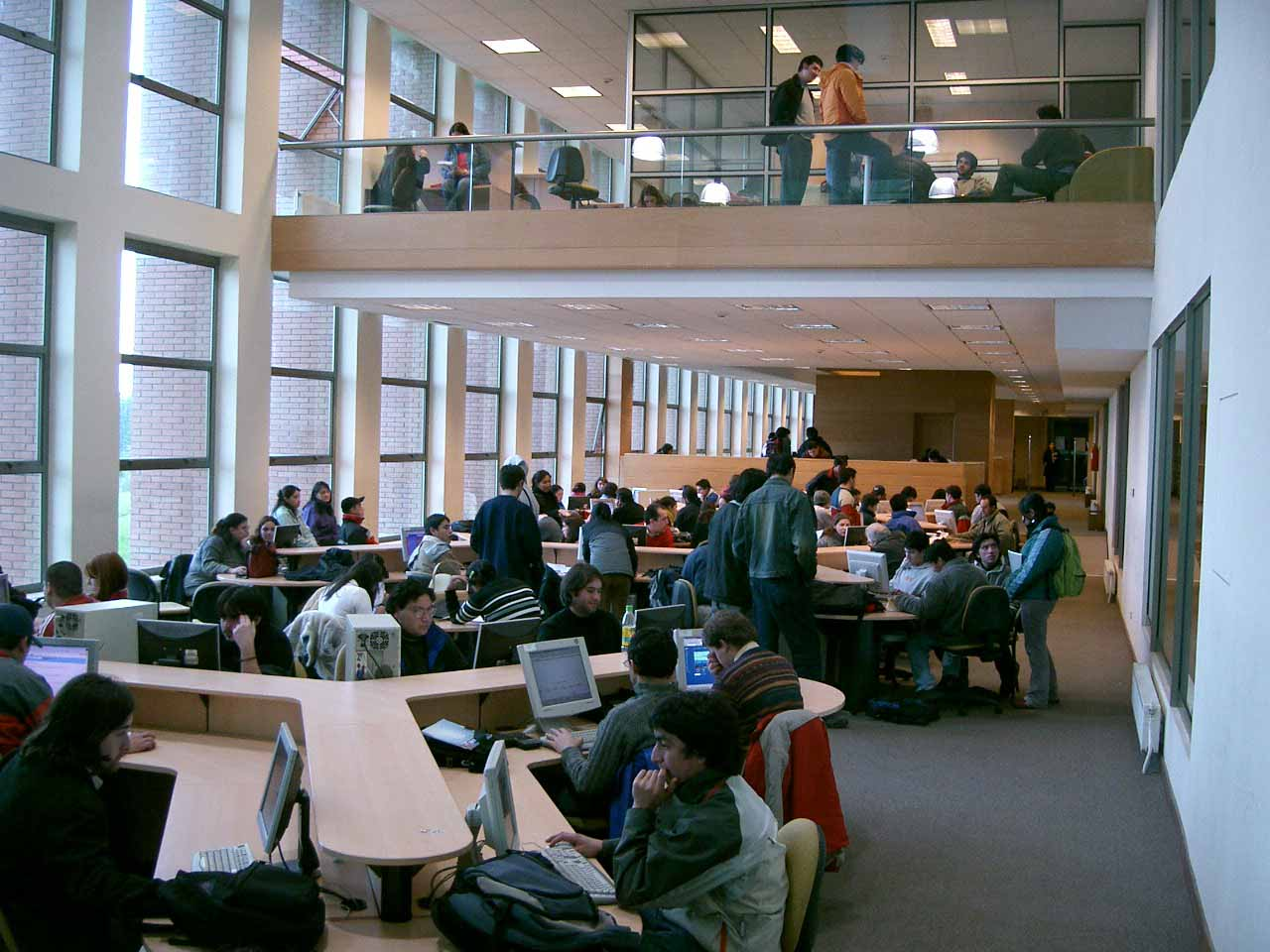
Biblioteca Inacap Temuco.

Actualmente, alberga en sus aulas a más de 100 000 alumnos de pregrado a lo largo de Chile y se le considera la institución de educación superior más grande de dicho país, donde cuenta con un total de 28 sedes, ordenadas de norte a sur:
- Región de Arica y Parinacota: Arica.
- Región de Tarapacá: Iquique.
- Región de Antofagasta: Calama y Antofagasta.
- Región de Atacama: Copiapó.
- Región de Coquimbo: La Serena.
- Región de Valparaíso: Valparaíso.
- Región Metropolitana: Apoquindo, Maipú, Pérez Rosales (Ñuñoa), Renca, Santiago Centro, Santiago Sur (Macul-San Joaquín), La Granja y Puente Alto.
- Región del Libertador General Bernardo O'Higgins: Rancagua.
- Región del Maule: Talca y Curicó.
- Región de Ñuble: Chillán
- Región del Biobío: Concepción-Talcahuano, San Pedro de la Paz y Los Ángeles.
- Región de la Araucanía: Temuco.
- Región de Los Ríos: Valdivia.
- Región de Los Lagos: Osorno y Puerto Montt.
- Región Aysén del General Carlos Ibáñez del Campo: Coyhaique.
- Región de Magallanes y de la Antártica Chilena: Punta Arenas.

|              |
| Sede Copiapó |

|                   |
| Sede de La Serena |

|                      |
| Sede Maipú, Santiago |

|                   |
| Sede Santiago Sur |

|             |
| Sede Curicó |

|             |
| Sede Temuco |

## Vinculaciones
- Confederación de la Producción y del Comercio (CPC).
- Corporación Nacional Privada de Desarrollo Social (CNPDS).
- Servicio de Cooperación Técnica (Sercotec).